# Teinopodagrion waynu
Teinopodagrion waynu är en trollsländeart som beskrevs av De Marmels 2001. Teinopodagrion waynu ingår i släktet Teinopodagrion och familjen Megapodagrionidae. Inga underarter finns listade i Catalogue of Life.